# Malum prohibitum
Malum prohibitum – łacińska fraza oznaczająca postępek, który jest zły, ponieważ jest zabroniony przez prawo. Odnoszona jest tylko do sytuacji, w której osoba dopuściła się bezprawnego aktu, w przeciwieństwie do postępowania, które jest złe samo w sobie, czyli malum in se.
Wśród przestępstw i wykroczeń, które można uznać za malum prohibitum, ale nie malum in se, można znaleźć między innymi budowanie domu bez pozwolenia, prostytucję czy nielegalną imigrację.